# واندا (مینه‌سوتا)
واندا، مینه‌سوتا (به انگلیسی: Wanda, Minnesota) یک شهر در ایالات متحده آمریکا است که در شهرستان ردوود، مینه‌سوتا واقع شده‌است.

## خصوصیات
واندا ۰٫۶۷ کیلومترمربع مساحت و ۸۴ نفر جمعیت دارد و ۳۳۳ متر بالاتر از سطح دریا واقع شده‌است.